# 16174 Парихар
16174 Парихар (16174 Parihar) — астероїд головного поясу, відкритий 5 січня 2000 року.
Тіссеранів параметр щодо Юпітера — 3,607.